# Finnan (Berg)
Finnan ist ein 1786 Meter hoher Berg in der Kommune Rauma, Fylke Møre og Romsdal in Norwegen.

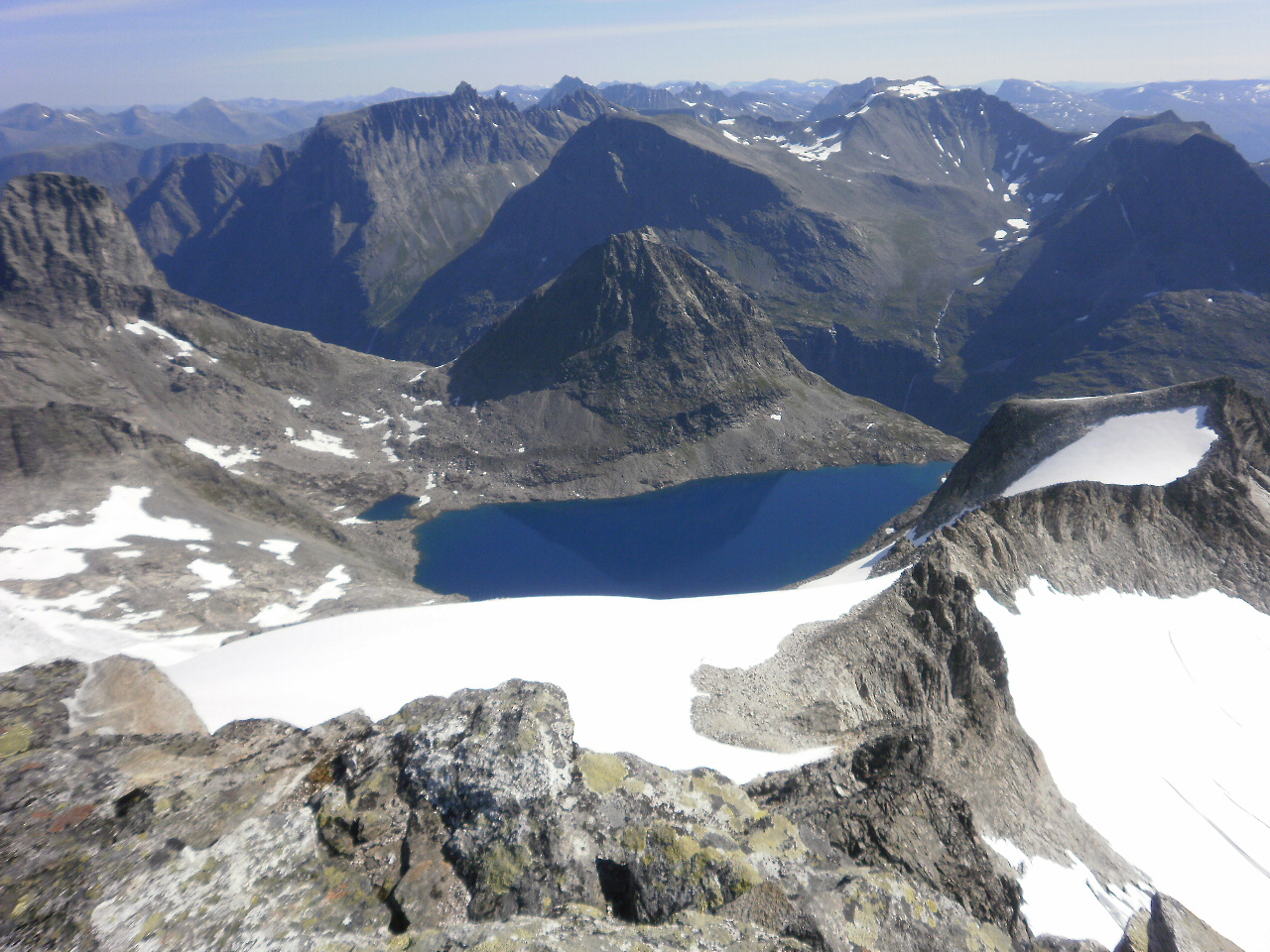
Der See Bispevatnet vom Finnan aus gesehen. Direkt dahinter in der oberen Bildmitte der Bispen. Dahinter links Trolltindene und rechts Breitinden. Blick von Südwesten.

## Geographische Lage
Östlich des Finnan liegt auf 1000 Meter Höhe der See Bispevatnet. Südlich des Finnan erhebt sich der 1665 Meter hohe Alnestinden und westlich der 1520 Meter hohe Smørbottstinden. Im Tal, östlich des Finnan, verläuft die Trollstigen.

## Tourismus
Der Finnan ist vor allem für Skitouren beliebt. Aber auch Klettertouren sind möglich. Im Spätherbst nach den ersten Schneefällen, aber bevor die Trollstigen für den Winter geschlossen wird, aber auch im Frühsommer, wenn die Trollstigen schon wieder geöffnet ist, bietet der Finnan gute Möglichkeiten für Skitouren, weil der Schnee an seinem Osthang bis weit in den Sommer erhalten bleibt.